# Gravenhof
Het Gravenhof was een grafelijk kasteel in de Nederlandse stad Zierikzee, provincie Zeeland. Het kasteel is in de 16e eeuw verdwenen. Bij archeologisch onderzoek zijn restanten van het kasteel aangetroffen.

## Geschiedenis
In kronieken wordt de 11e-eeuwse Vlaamse graaf Boudewijn V genoemd als stichter van het kasteel. In 1048 zou dit kasteel in handen zijn gekomen van de graaf van Holland. Er zijn echter geen bewijzen gevonden dat er in deze periode ook daadwerkelijk een kasteel in Zierikzee heeft gestaan.

### Bouw
De oudste vermelding van het Gravenhof dateert uit 1318, maar het is aannemelijk dat het kasteel in de tweede helft van de 13e eeuw is gebouwd. Waarschijnlijk heeft de Hollandse graaf Willem II het kasteel gebouwd als reactie op de inval in Zeeland in 1253 door Vlaamse troepen. Voor Willem had Zierikzee een belangrijk strategisch belang en een kasteel versterkte deze positie.

### Functies
Het kasteel fungeerde niet alleen als verdedigingsmiddel, maar bood ook onderdak aan de halfjaarlijkse hoge vierschaar voor het gebied Beoosten Schelde. Tevens was het slot groot genoeg om de hofhouding van de graaf onderdak te bieden als hij Zierikzee bezocht. Vooral graaf Willem V was vaak op het Gravenhof te vinden.

### Sloop
Het Gravenhof is volgens diverse bronnen afgebroken in 1614 of 1615. Tekeningen uit eind 16e eeuw laten echter niets zien dat wijst op (restanten van) een kasteelcomplex, waardoor het aannemelijk is dat het Gravenhof nog voor het midden van de 16e eeuw is afgebroken. De vrijgekomen grond is hierna bebouwd geraakt.

## Beschrijving
Als er reeds in de 11e eeuw sprake zou zijn geweest van een kasteel, dan was dit vermoedelijk een houten gebouw op een terp. Er zijn overigens geen aanwijzingen gevonden van een dergelijk kasteel.
Het 13e-eeuwse Gravenhof stond ten westen van de Sint Lievenskerk, tussen de Balie, Weststraat, Wandeling en Karnemelksvaart. Er zijn geen afbeeldingen bekend, maar op basis van documentatie zal het om een driebeukig complex zijn gegaan met een open zijde aan de kant van het marktplein; mogelijk waren aan die zijde een poortgebouw en stallingen. Rondom het Gravenhof lag een gracht.
Volgens de overlevering is het kasteel volledig gesloopt, inclusief de funderingen, en zijn de grachten gedempt. Aan de oostzijde lijkt overigens nog enige tijd een grachtrestant te hebben gelegen. Ook zou de Karnemelksvaart een rest van de noordelijke gracht kunnen zijn.
Ondanks het rigoureuze sloopwerk zijn er toch nog restanten van het Gravenhof teruggevonden. In 1991 werden funderingen van een vroeg-14e-eeuwse toren aangetroffen en archeologische onderzoeken in 2008/2009 en 2011 toonden een gracht, uitbraaksleuven en paalfunderingen aan. Opmerkelijk is dat de in 1991 gevonden toren zich bevindt op een locatie ten noorden van de Karnemelksvaart, dus buiten de grenzen van het kasteelterrein. Dit zou dan betekenen dat het kasteelterrein groter moet zijn geweest dan doorgaans wordt aangenomen en zich dus verder in noordelijke richting heeft uitgestrekt.
Aldegonde · Kasteel van Axel · Baarland · Baarsdorp · Barbestein · Biervliet · Bieweg · Blodenburg · Huis der Boede · Brijdorpe · Bruëlis · 't Burchtje · Burggravensteen · Buttinge · Coxijde · Crayenstein · Duinbeek · Duivelsberg · Ellewoutsdijk · Filippenburg · Geersdijk · Gistellis · Gravenhof · Slot Haamstede · Kasteel Hellenburg · Herkestein · Heuvelsweg · Hoge Huis · Ter Hooge · Hoogkamer · Kats · Kind van Trente · Kleverskerke · Kortgene · Kreke · Kruiningen · Laterdale · Lodijke · Maalstede (Hulst) · Maalstede (Kapelle) · Magdalon · Hof Ter Moere · Moermond · Te Mortiere · Muiden · Hof ter Nisse (Nisse) · Hof ter Nisse (Ossenisse) · Oostende · Oostende (Goes) · Oosterstein · Poelvoorde · Poortvliet · Popkensburg · De Pottere · Poucques · Pronkenburg · Ravenstein · Saeftingher Slot · Kasteel van Sint-Maartensdijk · Schengen · Sluis · Smallegange · Stavenisse · Tolhuis van Iersekeroord · Huus ter Tolne · Torenberg · Torenhoeve · Toren van Bourgondië · Troye · Valkenisse · Vinninghen · Vlissingen · Voorhoute · Waarde · Watervliet · Weldamme · Welland · Huis te Werf · Te Werve · Westenschouwen · Westhove · Westkerke · Windenburg · Zandenburg · Zwanenburg